# Grenola
Grenola és una població dels Estats Units a l'estat de Kansas. Segons el cens del 2000 tenia 231 habitants.

## Demografia
Segons el cens del 2000, Grenola tenia 231 habitants, 102 habitatges, i 68 famílies. La densitat de població era de 189,8 habitants/km².
Dels 102 habitatges en un 20,6% hi vivien nens de menys de 18 anys, en un 57,8% hi vivien parelles casades, en un 7,8% dones solteres, i en un 33,3% no eren unitats familiars. En el 29,4% dels habitatges hi vivien persones soles el 14,7% de les quals corresponia a persones de 65 anys o més que vivien soles. El nombre mitjà de persones vivint en cada habitatge era de 2,26 i el nombre mitjà de persones que vivien en cada família era de 2,76.
Per edats la població es repartia de la següent manera: un 20,3% tenia menys de 18 anys, un 6,9% entre 18 i 24, un 22,5% entre 25 i 44, un 26,4% de 45 a 60 i un 23,8% 65 anys o més.
L'edat mediana era de 45 anys. Per cada 100 dones de 18 o més anys hi havia 85,9 homes.
La renda mediana per habitatge era de 23.000 $ i la renda mediana per família de 30.417 $. Els homes tenien una renda mediana de 20.313 $ mentre que les dones 16.250 $. La renda per capita de la població era de 13.068 $. Entorn del 7,2% de les famílies i el 10% de la població estaven per davall del llindar de pobresa.

## Poblacions més properes
El següent diagrama mostra les poblacions més properes.